# Srinivaspur
Srinivaspur (en canarés: ಶ್ರಿನಿವಾಸಪುರ ) es una ciudad de la India, en el distrito de Kolar, estado de Karnataka.

## Geografía
Se encuentra a una altitud de 828 m s. n. m. a 95 km de la capital estatal, Bangalore, en la zona horaria UTC +5:30.

## Demografía
Según estimación, en 2011 contaba con una población de 31 843 habitantes.